# La Résurrection de San Francesco al Prato
La Résurrection de San Francesco al Prato  (en italien : Resurrezione di San Francesco al Prato) est une peinture religieuse du Pérugin, un retable (233 × 165 cm), datant de 1499 environ, conservé à la Pinacothèque vaticane à Rome.

## Histoire
Le retable a été commandé en 1499 au Pérugin pour l'église San Francesco al Prato de Pérouse et a été probablement terminé en 1501.
À la suite du traité de Tolentino, la toile fut emportée à Paris en 1797 puis rendue à l'Italie en 1815, destinée au pape qui décida de la garder au Vatican.
Le thème de la Résurrection a déjà été abordé par l'artiste dans la prédelle du Polyptyque de Saint-Pierre (Musée des Beaux-Arts de Lyon) (1496-1500 environ). Selon Giovanni Battista Cavalcaselle, le jeune Raphaël aurait participé à la réalisation de l'œuvre. Cette opinion est partagée par d'autres historiens de l'art, mais refusée par la plus grande partie de la critique.

## Thème
L'œuvre illustre un thème de l'iconographie chrétienne, celui de la Résurrection qui désigne le passage physique de Jésus-Christ, de la mort, par la Crucifixion, à la vie manifestée le matin de Pâques, « le troisième jour, selon les Écritures » (1 Cor. 15, v.4).

## Description
L'œuvre reprend un schéma sur deux registres fréquemment utilisé dans l'art du Pérugin sur un format à haut cintré (centinata), avec la Divinité, dans ce cas le Christ ressuscité, dans une mandorle encadrée de deux anges priant, dans le registre supérieur de la composition.
Dans la partie inférieure se trouvent le sarcophage ouvert et sa dalle déplacée, les soldats romains, dont trois endormis. Un seul soldat est éveillé, surpris par le miracle. On retrouve le même thème, relatif aux mêmes années, dans la Transfiguration des fresques du Collegio del Cambio à Pérouse.
La figure du Christ avec l'étendard de la Résurrection possède la typique douceur et harmonie des œuvres de la phase mature de l'artiste, avec la gracieuse représentation du buste nu, anatomiquement détaillé et des drapés aux couleurs agressives tombant en de profonds plis, amplifiés par un panneggio bagnato « sculptural » aux reflets chatoyants, ainsi que certains « jeux linéaires » visibles dans le drapé flottant sur la droite.
L'arrière-plan est constitué d'un paysage collinaire se dégradant dans le lointain dans un ciel clair, rendant l'espace ample et profond (Perspective atmosphérique).

## Analyse
Les anges aux côtés du Christ sont symétriques et issus d'un même carton, utilisé de nombreuses fois par l'artiste et son atelier, avec quelques variantes, dans La Vierge de la consolation, La Vierge en gloire et saints de Bologne ou encore le Gonfanon de la Justice.
Dans la partie inférieure est représenté le sarcophage « à l'antique », le couvercle déplacé et montré en perspective à deux points de fuite dans un horizon bas.
La représentation des soldats est minutieuse, avec des éléments décoratifs du répertoire classique, comme le cimier fantaisiste du heaume que l'on retrouve dans les fresques de la Sala delle Udienze del Collegio del Cambio.
Les couleurs sont brillantes mais légèrement adoucies de façon à donner une forte plasticité aux corps ainsi qu'une profonde harmonie à l'ensemble.

## Sources
- (it) Cet article est partiellement ou en totalité issu de l’article de Wikipédia en italien intitulé « Resurrezione di San Francesco al Prato » (voir la liste des auteurs).